# Золдер (траса)
Траса Золдер (нід. Circuit Zolder)— гоночна траса в Бельгії. На цій трасі в 1973-1984 роках проводився Гран-прі Бельгії Формули-1. В наш час[коли?] на трасі проводяться гонки «молодших» кільцевих серій автоспорту. У 2007 році на трасі Золдер пройшов етап серії ChampCar.
З 1984 і до 1994 рр. траса приймала відкриваючі (та інші) етапи DTM. Новий DTM приїжджав на трасу в 2002 році.
Автодром був побудований в 1963 році і приймав 10 Гран-прі Формули-1. Автодром Золдер часто згадують у зв'язку з інцидентом, що стався в 1982 році, в якому загинув Жиль Вільньов.

## Конфігурація
| Версія | Довжина (м) | Гран-прі            | Рекорд кола у кваліфікації        |
| Версія | Довжина (м) | Гран-прі            | Рекорд кола в гонці               |
| ------ | ----------- | ------------------- | --------------------------------- |
| 1973   | 4 220       | 1 (1973)            | 1’22.46 (1973, Ронні Петерсон)    |
| 1973   | 4 220       | 1 (1973)            | 1’25.42 (1973, Франсуа Север)     |
| 1975   | 4 262       | 9 (1975-1982, 1984) | 1’14.846 (1984, Мікеле Альборето) |
| 1975   | 4 262       | 9 (1975-1982, 1984) | 1’19.294 (1984, Рене Арну)        |

## Переможці Гран-прі Бельгії на трасі Золдер
| Рік  | #  | Пілот            | Конструктор   | Результат |
| ---- | -- | ---------------- | ------------- | --------- |
| 1984 | 31 | Мікеле Альборето | Ferrari       | Результат |
| 1982 | 29 | Джон Вотсон      | McLaren-Ford  | Результат |
| 1981 | 28 | Карлос Ройтеман  | Williams-Ford | Результат |
| 1980 | 27 | Дідьє Піроні     | Ligier-Ford   | Результат |
| 1979 | 26 | Джоді Шектер     | Ferrari       | Результат |
| 1978 | 25 | Маріо Андретті   | Lotus-Ford    | Результат |
| 1977 | 24 | Гуннар Нільссон  | Lotus-Ford    | Результат |
| 1976 | 23 | Нікі Лауда       | Ferrari       | Результат |
| 1975 | 22 | Нікі Лауда       | Ferrari       | Результат |
| 1973 | 20 | Джекі Стюарт     | Tyrrell-Ford  | Результат |